# 張宗豳
張宗豳，浙江开化人，清朝政治人物。附监出身。
嘉庆二年（1797年），擔任清朝廣州府新安縣知縣。后由龔鯤接任。